# Félix Mourinho
José Manuel Mourinho Félix, más conocido como Félix Mourinho (Ferragudo, 12 de febrero de 1938-Setúbal, 25 de junio de 2017), fue un futbolista y entrenador portugués.
Era padre del entrenador José Mourinho. 

## Biografía
Nació en la freguesia portuguesa de Ferragudo, hijo de Félix y Emília Mourinho. Se casó con Maria Júlia Carrajola dos Santos (1939), maestra. Padre del special One

## Clubes
Félix Mourinho fue portero de los equipos del C. F. Os Belenenses y Vitória de Setúbal. Jugó con la selección portuguesa en una ocasión y fue posteriormente entrenador de primera división con el Río Ave F. C.

### Como jugador
- Vitória Futebol Clube (1958-1969)
- Clube de Futebol Os Belenenses (1969-1974)

### Como entrenador
- Rio Ave Futebol Clube (1969-1974)
- Clube de Futebol Os Belenenses (1982-1983)
- Vitória Futebol Clube (1994-1995)
- Vitória Futebol Clube (1996-1997)